# Eric Wyatt
Eric L. Wyatt (* 1961 in Brooklyn) ist ein US-amerikanischer Jazzmusiker (Tenorsaxophon, Komposition) des Modern Jazz.

## Leben und Wirken
Wyatt wuchs im Brooklyner Viertel Brownsville als Sohn des Jazzmusikers Charles Wyatt auf. Mit zehn Jahren hatte er Gelegenheit, den Vater bei Tourneen zu begleiten. Erste Begegnungen hatte er in seiner Familie mit Larry Ridley, Albert Dailey, David Lee, Wilbur Ware, außerdem  mit Gilly Goggins, Gary Bartz, Scoby Stroman, Paul Jeffrey und Roland Alexander. In den frühen 1970er Jahren erlebte er Miles Davis bei seinen Auftritten im Bottom Line. Sein Highschool-Lehrer Charles Bergstein ermöglichte ihm den Besuch des Kingsborough Comm College. Danach studierte er am Lehman College, an dem er Unterricht bei Stanley Cowell hatte. In dieser Zeit lernte er Arthur Rhames kennen, der ihn unterrichtete und mit dem auch erste Aufnahmen entstanden, die jedoch unveröffentlicht blieben. Neben seiner Karriere als Musiker schrieb er Musik für das Fernsehen; seine Komposition Welcome Home war die Erkennungsmelodie der NBA-TV-Show One On One mit Ahmad Rashad. Ferner schrieb er die Musik für den Film Smoked von Fred Banting.
Wyatts Debütalbum, die Soul-Jazz-beeinflusste Produktion God Son erschien 1997, gefolgt von den beiden Postbop-orientierten Alben Borough of Kings (Posi-Tone, 2014, u. a. mit Duane Eubanks) und Look to the Sky (2017). Gegenwärtig (2019) tritt Wyatt in Trio- und Quartettbesetzungen mit Musikern wie Theo Hill, Barry Stephenson, Taber Gable, Tyler Mitchell, Charles Goold und Kahlil Kwame Bell auf. Im Bereich des Jazz war er laut Tom Lord zwischen 1995 und 2016 an 16 Aufnahmesessions beteiligt, u. a. mit Al Foster, Rufus Reid, James Spaulding, Mark Soskin, Rodney Kendrick, Rhonda Ross, Lester Bowie, Yōichi Kobayashi, Ruth Brown, Robert Glasper, E. J. Strickland, Darryl Hall, Shinobu Ito, Dewey Redman, Justine Robinson und Graham Haynes.